# Direction de la surveillance du territoire
Die Direction de la surveillance du territoire (DST; deutsch Direktion der territorialen Überwachung) war von 1944 bis 2008 der zivile Inlandsnachrichtendienst Frankreichs mit Sitz in Lille und unterstand dem Innenminister. Er ähnelte dem deutschen Verfassungsschutz. Gesetzliche Grundlage war zuletzt eine Verordnung aus dem Jahr 1982.
Zum 1. Juli 2008 wurde sie mit der Direction centrale des renseignements généraux (DCRG, RG) zur neuen Direction centrale du renseignement intérieur (DCRI) verschmolzen.

## Auftrag
- Spionageabwehr
- Terrorismusbekämpfung
- Bekämpfung von organisierter Kriminalität
- Bekämpfung von illegalem Waffenhandel
- Abwehr von Wirtschaftsspionage (Die DST verfügte über Büros in 22 Regionen Frankreichs, die französische Unternehmen gegen Wirtschaftsspionage beraten.)

## Organisation
Die DST war regional strukturiert und verfügte über fünf Hauptabteilungen in Paris und sieben regionale Direktionen in Lille, Rennes, Bordeaux, Marseille, Lyon, Metz und Tours, zudem gab es vier DST-Außenposten in Französisch-Guayana, Réunion und in Neukaledonien.

## Geschichte
Die DST entstand 1955 aus der organisatorischen Trennung des BCRA in DST und SDECE unter der Regierung de Gaulle. Die Mitarbeiter setzten sich hauptsächlich aus ehemaligen Mitarbeitern des ST, dem BCRA und Teilen der Résistance zusammen. Ein bekanntes Gründungsmitglied war Roger Warin (1912–1997), der den Résitance-Namen Roger Wybot führte.
Eine Besonderheit waren die Einsätze der DST in Großbritannien, vor allem in London, die sich aber nicht gegen England, sondern die dort lange Zeit arbeitenden Islamisten richtete. Der Spitzname für London in der DST war Londistan, weil man der Überzeugung war, dass die Briten ausschließlich auf die IRA fixiert waren und deshalb vor islamistischen Hasspredigern die Augen verschlossen. In die Schlagzeilen geriet der DST zu Beginn der 1980er Jahre im Zusammenhang mit der Affäre Farewell, ein Spitzname für den sowjetischen Doppelagenten Wetrow.
Der letzte Direktor der DST, Bernard Squarcini, wurde erster Direktor der Nachfolgeeinrichtung DCRI.